# 춤추는 대수사선의 등장인물 목록
춤추는 대수사선 시리즈 등장인물은 일본 드라마『춤추는 대수사선』및 그 극장판 등 시리즈에 등장하는 가공의 인물의 설명을 담고 있다.
※ 역할의 이름, 직위 등은 "춤추는 대수 사선 THE MOVIE3" 종료 시점 기준. (2010년 7월 4일)

## 주요인물

### TV 시리즈
아오시마 슌사쿠 (오다 유지)
완간서 형사과 강력계 계장・경부보 (TV 시리즈에서는 순사부장)
무로이 신지 (야나기바 토시로)
경찰청 장관관방심의관・경시감 (TV 시리즈에서는 경시)
온다 스미레 (후카츠 에리)
완간서 형사과 절도계・순사부장
마시타 마사요시 (유스케 산타마리아)
경시청 완간경찰서 서장・경시정 (TV 시리즈에서는 경부보, 중간에 승진 시험을 봐서 경부로, 그 뒤 「THE MOVIE2」에서 경시로,「THE MOVIE3」에서 경시정으로 승진)
카시와기 유키노 (미즈노 미키)
전 완간서 형사과 강력계・순사부장 (TV 시리즈에서는 일반인) 영화『용의자 무로이 신지』에서 마시타와 결혼하는 것이 밝혀졌으므로, 정확히는 마시타 유키노이다.
와쿠 헤이하치로 (이카리야 쵸스케)
전 완간서 형사과 지도원 (현역 때는 완간서 형사과 강력계・순사장)

### 스페셜 드라마 이후의 주요 인물
신죠 켄타로 (카케이 토시오)
경찰청 장관 관방 심의 보좌관 (형사국 담당)・경시정
쿠사카베 아타루 (타카스기 코우)
경시청 경비부 경비 제1과 특수부대 (특수급습부대, SAT) 중대장・경시정
오키타 히토미 (마야 미키)
경시청 형사부 수사1과 관리관・경시정
코이케 시게루 (코이즈미 코타로)
경시청 형사부 교섭과 과장・경시(특임)
와쿠 신지로 (이토 아츠시)
경시청 완간서 형사과 강력계 형사・순사부장
와쿠 헤이하치로의 조카로 계장이 된 아오시마의 부하.
토리가이 세이이치 (오구리 슌)
경시청 형사부 수사1과 관리 보좌관・경시

### 번외편・스핀오프 드라마의 주인공
시노하라 나츠미 (우치다 유키)
완간서 형사과 강력계・순사부장
『춤추는 대수사선 번외편 초여름 교통 안전 스페셜』의 주인공.
키지마 죠이치로 (테라지마 스스무)
경시청 형사부 수사1과 특수범죄 수사원 (SIT) 계장 경시
하이지마 히데키 (야시마 노리토)
변호사・하이지마 법률 사무소 소장
우치다 신조 (타카하시 카즈미)
경시청 경비부 경호과 경호 제2계 반장・경부 (2004년 12월 24일자)

## 완간경찰서

### 쓰리아미고스
칸다 소이치로 (키타무라 소이치로)
전 완간서 서장・경시정
아키야마 하루미 (사이토 사토루)
전 완간서 부서장・경시
하카마다 켄고 (오노 타케히코)
완간서 형사과 과장・경부

### 형사과
나카니시 오사무 (코바야시 스스무)
완간서 형사과 절도계 계장・경부보
오가타 카오루 (코모토 마사히로)
완간서 형사과 강력계・순사부장 (TV 시리즈에서는 완간서 지역과 소속)
모리시타 코지 (토야마 토시야)
완간서 형사과 절도계・순사부장 (TV 시리즈에서는 완간서 지역과 소속)

### 각 과장
우오즈미 지로 (사쿠이 켄타)
완간서 경무과 과장・경부 (TV 시리즈에서는 형사과 강력계 계장・경부보)

### 교통과
키시모토 (하타케야마 아키코)
순사장. TV 시리즈에서는 완간서 경무과 소속. 제1화에서 경찰차를 빌리러 온 아오시마에게 상사의 도장이 없으면 빌려줄 수 없다고 거부했다. 번외편에서는 출산 휴가중이었으며, 엔딩에서 교통과에 복귀하는 것으로 나온다. THE MOVIE3에도 등장한다.

## 경시청
마시타 (아리카와 히로시)
경시청 제1방면 본부장. 마시타 마사요시의 아버지. TV 시리즈에서 마시타가 총에 맞았을 때 병문안 하는 장면에서 등장했다.

## 주요 게스트 출연자

### 여러번 등장한 게스트 출연자
형사물이라는 장르로 인해 재등장하는 경우, 재범(再犯)인 경우가 많다. 본 시리즈에서 이루어지는 게스트들의 재등장은 시리즈의 세계관을 더욱 깊이하는 역할을 하기 때문에 의도적으로 이루어지고 있다고 한다.
타나카 후미오 (콘도 요시마사)
TV 시리즈 제1화 등장. 보험회사의 영업맨이었으며 아오시마가 형사로서 완간서에 부임하게 되고 처음으로 조사를 한 사람이다. THE MOIVE3에서 사진으로만 등장.
스가와 케이이치 (모리 렌)
TV 시리즈 제1화 등장. 오락실에서 도둑질 하려는 것이 발각되어 아오시마와 스미레에게 조사를 받는다. 매우 건방진 초등학생. 후에 연말 스페셜에서 인형을 쓰고 있는 아오시마에게 시비를 건다. THE MOVIE3에서 벌어지는 사건들의 발단이 된다.
카와라사키 소타 (마사나 보쿠조)
THE MOVIE 완간서 절도 사건의 범인. 사실 TV 시리즈 제3화, 가을 범죄 박멸 스페셜에서도 등장하고 있다.
노구치 타츠오 (이쥬인 히카루)
TV 시리즈 제5화에 등장. 스미레를 집요하게 괴롭히는 스토커. 『변호사 하이지마 히데키』,THE MOIVE3에서도 등장한다.
이와세 오사무 (후카와 토시카즈)
TV 시리즈 제6화, 제7화에 등장. 유키노의 예전 애인이었다. 마약 밀수 혐의로 체포되었다.
요시다 할머니 (하라 히사코)
TV 시리즈 제11화 마지막에 등장. 할머니의 집에 들어가려고 한 좀도둑을 파출소 근무 시절 아오시마가 붙잡은 것으로 알게 되어, 형사가 된 아오시마에게 부적을 준 할머니이다. 사실 THE MOVIE에서 납치되는 요시다 부총감의 모친. 번외편에서 카시와기 유키노에게 길을 묻는 할머니로 등장한다.
카가미 쿄이치 (이나가키 고로)
연말 특별 경계 스페셜에서 등장. THE MOVIE3에서도 등장한다.
미츠이 이치로 (미카미 미치로)
연말 특별 경계 스페셜에서 등장. 칼 수집 매니아로 빨간 옷이 특징적이다. 번외편, THE MOVIE2, 『교섭인 마시타 마사요시』, THE MOVIE3에도 등장.
카시와다 이쿠오 (쿠도 칸쿠로)
가을 범죄 박멸 스페셜에서 등장. 방화 살인 미수 사건의 범인. THE MOVIE3에서는 사진으로만 등장한다.
휴가 마나미 (코이즈미 쿄코)
THE MOVIE에서 등장. 완간서 관할 내에서 일어난 엽기 살인 사건의 범인. 전직 간호사. THE MOVIE3에서의 최대의 배후의 인물이라고 할 수 있는 존재이다.
사카시타 하지메 (키타야마 마사야스)
THE MOVIE에서 등장. 부총감 납치범 중 1명. 당시 19세 소년. THE MOVIE3에도 등장.
마스다 키이치 (오카무라 타카시)
THE MOVIE2에서 등장. 젊은 여성들의 목덜미를 깨물어 피해를 입혔던 범인이다. THE MOVIE3에도 등장.

### 본인 역
시노하라 토모에
TV 시리즈 제6화에 등장. 봄 교통 안전 캠페인의 일환으로 완간서 일일 서장을 맡게 된다.
키미즈카 료이치
춤추는 대수사선의 각본가. 심야에도 춤추는 대수사선에서 등장.
카메야마 치히로
춤추는 대수사선의 프로듀서로서, 키미즈카 료이치와 함께 심야에도 춤추는 대수사선에 등장. 춤추는 대서울선에서도 출연.

### 연말 특별 경계 스페셜
불량소녀 (히로스에 료코)
이름은 밝혀지지 않았다. 소리마치 타카시의 라이브 티켓을 훔치다가 붙잡혔다. 카가미 쿄이치와 안면이 있는 사이이고, 아오시마가 생활안전과에 있을 때 취조했다.
아이하라 세이지 (이토 히데아키)
스미레가 스튜어디스라고 속이고 참가한 미팅에서 만난 남자. 스미레를 찾아 완간서에 왔다가 사건에 휘말려 버린다.
손녀 (나카마 유키에)
사건의 충격으로 실어증을 겪지만, 비슷한 경험을 가진 유키노의 도움으로 마음을 열게 된다.
우오즈미 안젤라 (엘레나 이바노바)
우오즈미 계장의 아내로 핀란드인이다. THE MOVIE2에서는 별거중이라는 설정이 되어버렸다.

### 번외편 초여름 교통 안전 스페셜
카타오카 (모토미야 야스카제)
암살자. 나츠미가 우연히 가게에서 마주친 남자.

### 가을의 범죄 박멸 스페셜
사가라 쥰코 (오오츠카 네네)
완간서 관내에서 발생한 방화 살인 미수 사건을 사주한 사람. 해외로 도피하려던 도중 체포되지만, 혼란을 틈타 도주한다. 사건에 이유가 있음을 알리기 위해 스미레에게 도움을 청한다.
하시모토 마사시 (야마모토 密)
방화 살인 미수 사건의 피해자. 사가라 쥰코를 수년간 폭행해온 남자.

### THE MOVIE 완간서 사상 최악의 3일
사카시타 하지메의 어머니
아들을 지키기 위해 아오시마를 칼로 찌른다.
여자 간호사 (키무라 타에)
아오시마가 입원한 병원의 간호사. 재활을 위해 힘쓰는 아오시마에게 코트를 입혀준다.

### 춤추는 대서울선
나 형사 (이혜숙)
조 형사 (조혜영)
카틀레아 (임성언)

### THE MOVIE2 레인보우 브릿지를 봉쇄하라!
에도 리츠코 (코니시 마나미)
2번째 살인사건의 목격자. 아오시마와 스미레의 경호 아래 회사 주최의 파티에 미끼로 참석한다. 경호에 대한 사례로 아오시마에게 코트를 선물한다. 간접적으로 아오시마가 초심을 되찾는데 영향을 준 인물.
소매치기 가족
"그림으로 그린 것 같은 가족"을 연기하고 있다. 이 일가는 진짜 가족이 아니라 스미레에게 여러번 체포된 소매치기 상습범들이다.
직장인 연쇄 살인 사건의 범인들
THE MOVIE2에서 중심이 된 사건의 범인들
쿠니미 노보루 (마기)
하네다 공항에서 훔친 권총을 갖고 있으며, 유키노를 납치하고, 스미레에게 발포하여 중상을 입힌다.
타카하시 겐조 (후미 마사토)
먼저 수사 본부에 전화를 걸지만 오키타의 고압적인 태도에 이성을 잃는다.
미시마 타츠야 (모리시타 요시유키)
수사본부에 전화를 걸었을 때 마시타와 대화한다. ('류'라고 부르게 한다.)